# 杜坎湖
杜坎湖（英语：Lake Dukanor或Lake Dokan），或称杜坎水库，是伊拉克库尔德斯坦最大的湖泊。

## 历史
杜坎湖是由小扎卜河上兴建杜坎大坝的而形成的水库，坐落在苏莱曼尼亚省拉尼耶（Ranya）附近。杜坎大坝建于1954年至1959年，是一座集蓄水、灌溉和水力发电为一体的多功能大坝。在被杜坎湖淹没之前，该地区对尽可能多的古迹进行了考古调查研究。通过对拉尼耶平原的田野考古调查，自公元前第六个千年至今的40个考古遗址被发现。其中的五个随后被发掘，它们是Bazmusian遗丘、ed-Dem、Kamarian、Qarashina和塞姆沙腊遗丘（Tell Shemshara）。在Bazmusian遗丘的古迹中有一座可以追溯到公元前第二个千年的寺庙。在塞姆沙腊遗丘，发现了一个公元前第六个千年早期的村落，和一座有一些泥版档案的公元前第二个千年早期的宫殿。被淹没的50个村庄，约1,000–1,200个家庭，被重新安置到了湖的西面。

## 面积与水位
该湖的湖面面积是270平方（100平方英里）。正常情况下，该水库的容量是6.8立方（1.6立方英里），而最大容量是8.3立方（2.0立方英里）。在此容量下，水库湖面的海拔高度为515（1,690英尺）。为了确保水电站的运行，水库的水位需要保持在469和511（1,539和1,677英尺）之间。杜坎大坝的流域面积为11,700平方（4,500平方英里）。

## 生态
该湖是来自土耳其的候鸟越冬的栖息地之一。